# Rowdy Rowdy
«Rowdy Rowdy» — другий сольний сингл у кар'єрі американського репера 50 Cent. Пісня разом з «How to Rob» увійшла до саундтреку фільму «На дні прірви» (англ. «In Too Deep»). Трек містить рядок «These industry niggas is startin' to look like somethin' to eat», що також присутній у вищезазначеній пісні. 
На «Rowdy Rowdy» існує відеокліп, у якому можна побачити фраґменти зі стрічки. «Light My Fire» у виконанні Чета Аткінса використано як семпл.

## Список пісень
12" вінил
1. «Rowdy Rowdy» (Explicit version)
2. «Rowdy Rowdy» (Clean version)
3. «Rowdy Rowdy» (Instrumental)
4. «Rowdy Rowdy» (A capella)

CD-сингл
1. «Rowdy Rowdy» (Clean radio version) — 3:41
2. «Rowdy Rowdy» (Clean album version) — 3:42
3. «Rowdy Rowdy» (Instrumental) — 3:38